# Else Marcks-Penzig
Else Barbara Marcks-Penzig, geborene Penzig, (* 6. oder 19. September 1887 in Adiamünde; † 14. November 1950 in Neindorf bei Oschersleben) war eine deutsche Gebrauchsgrafikerin, Schriftgestalterin und Lehrerin. Sie war die Mutter der Karikaturistin Marie Marcks und enge Vertraute von Walter Gropius.

## Leben und Werk

### Kindheit und Ausbildung
Else Penzig war die Tochter von Nadjeschda von Behr, einer Pianistin und Sängerin die dem baltischen Adel entstammte, und des Theologen, Philosophen und Pädagogen Rudolph Penzig, der u. a. die Zeitschrift Ethik und Kultur herausgab. Schon zu Schulzeiten kristallisierte sich ein Talent im Zeichnen heraus, sodass sie die Freie Schulgemeinde Wickersdorf bei Wannsee besuchte, wo der Fokus auf schöpferischen Fächern lag. 1903 bis 1905 besuchte sie die Unterrichtsanstalt des Kunstgewerbemuseums Berlin als Hospitantin. Ab 1905 war sie Schülerin der „Fachklasse für Buchkunst und Graphik“ bei Emil Orlik, dem sie lebenslang freundschaftlich verbunden blieb, sowie „Dekorative Wandgestaltung und Musterzeichnen“ bei Emil Rudolf Weiß, dessen Meisterschülerin sie wurde. Unter seinem Namen erschienen die ersten Bucheinbände, die Else Penzig für den Insel Verlag gestaltete. Weiß lernte seine spätere Ehefrau Renée Sintenis über Else Penzig kennen, da sie sich eine Wohnung mit ihr teilte.
1913 heiratete Else Penzig den Architekten und Archäologen Dietrich Marcks. Marcks hatte 1911 und 1912 an der deutschen Grabungskampagne von Ludwig Borchardt in Ägypten teilgenommen, bei der die Büste der Nofretete ausgegraben worden war. Trauzeuge war Walter Gropius, ein Jugendfreund von Dietrich Marcks. Beide hatten im Architektenbüro von Peter Behrens gearbeitet.

### Netzwerk und erste Erfolge
1911 veröffentlichte Penzig das Buch Chinesische Geister- und Liebesgeschichten mit zahlreichen Holzschnitten. Zudem war sie für Heintze & Blanckertz in Berlin kalligrafisch tätig. In diesen Jahren entstanden auch Gemälde, Aquarelle und Fotografien von Stillleben. Bei der Werkbund-Ausstellung 1914 in Köln war Else Marcks-Penzig mit Emil Rudolf Weiß für die einheitliche Beschriftung der Exponate zuständig. Bei den Vorarbeiten zur Erstellung der Ausstellung hatte sich der enge Freundeskreis von Walter Gropius zusammengefunden: u. a. Helmuth Grisebach, Hans Poelzig, Richard Scheibe und Gerhard Marcks, der Bildhauer und Bruder von Dietrich Marks. Dieser Freundeskreis um Else Marcks-Penzig engagierte sich dem Zeitgeist entsprechend aktiv für die Lebensreform und für eine umfassende Erneuerung der Kunst nach ethischen Gesichtspunkten.

### Erster Weltkrieg
Als beim Ausbruch des Ersten Weltkriegs die meisten männlichen Professoren in den Krieg eingezogen wurden, übernahm Else Marcks-Penzig vertretungsweise die Leitung der Klassen „Schrift und Setzerei“, „Zeichnen nach der Natur“ und „Ornamentik“ u. a. von Emil Orlik und Bruno Paul. Zudem wurde sie Assistentin bei Franz Seeck an der Unterrichtsanstalt des Königlichen Kunstgewerbemuseums. Sie hielt von Berlin aus brieflich Kontakt zu ihrem Freundeskreis um Walter Gropius. 1916 gründete Else Marcks-Penzig ihre eigene private Schule für Malerei, Gebrauchsgrafik und Schrift in ihrer Atelierwohnung in der Landhausstraße (Wilmersdorf). Dort bereitete sie Schülerinnen und Schüler auf die Aufnahmeprüfung an der Akademie vor.
1916 bestellte Walter Gropius bei Else Marcks-Pelzig von der Front aus zwei ledergebundene Foto-Alben für die Bilder der neugeborenen Tochter Manon mit Alma Gropius/Mahler-Werfel. Die Alben sollten das geprägte Monogramm A.G sowie die Widmung „Sichtbares Zeichen einer unsichtbaren Gnade“ tragen. Zudem beauftragte Gropius Else Marcks-Penzig aus dem Feld damit, in seiner Berliner Wohnung Pläne und Unterlagen für seine Bewerbung um die Stelle als Nachfolger von Henry van de Velde als Direktor der Weimarer Kunstgewerbeschule zusammenzusuchen und an den Oberhofmarschall zu schicken. Daraufhin erhielt Gropius Urlaub von der Westfront und konnte sich persönlich in Weimar vorstellen.

### Ab 1918
Nach dem Krieg bildete Else Marcks-Penzigs Kunstschule die finanzielle Basis der Familie. Ihr Mann Dietrich Marcks war unversehrt aus dem Krieg zurückgekehrt und übernahm – da es keine Bauaufgaben gab – administrative Aufgaben in der Schule seiner Frau. Neben ihrer Tätigkeit an der Kunstgewerbeschule unterrichtete sie an der städtischen Handwerks- und Kunstgewerbeschule Charlottenburg. Sie übernahm außerdem grafische Aufträge wie Bucheinbände, Einladungen, Zeitungsköpfe und Signets. Nach der Geburt der ersten Tochter Barbara, im Jahr 1919, beendete Else Marcks-Penzig ihre Lehrtätigkeit an der Kunstgewerbeschule. Aus einem Brief an Walter Gropius um 1919/1920 geht hervor, dass er sie für das neu gegründete Bauhaus als Dozentin gewinnen wollte. In diesem Brief Else Marcks-Penzig stand als erster Satz „Kannst du mich im Ernst an deiner Schule brauchen?“ Warum diese Anstellung nicht zustande kam, ist unklar. 1922 wurde die zweite Tochter Marie Marcks geboren. 1924 erlitt Else Marcks-Penzig einen Nervenzusammenbruch und lag in der Berliner Charité. Wegen fehlender behördlicher Genehmigung wurde ihre Kunstschule 1926 vom Oberschulrat geschlossen. Ein Jahr später konnte sie mithilfe der Zeugnisse von Bruno Paul und E.R. Weiß wieder eröffnen, allerdings mit der Auflage, sich nicht Direktor zu nennen.
In den 1920er Jahren entstanden Entwürfe für die Zeitschrift des „Vereins der künstlerischen Bühnenvorständigen“ Die Scene, sowie Plakate und Einladungen, darunter für die Bode-Schule. Bis Mitte der 1930er Jahre widmete sich Marcks-Penzig vermehrt Einbandgestaltungen und Vorsatzpapieren für die Deutsche Buchgemeinschaft und den Insel Verlag, Signets und Initialen für die Gesellschaft der Bibliophilen und Einbänden den Fischer Verlag, nachdem sie freundschaftliche Kontakte zu Samuel Fischer pflegte. Marcks-Penzig unterrichtete dessen Tochter Brigitte Bermann Fischer in der Schriftkunst. Weitere bekannte Schülerinnen waren Franziska Baruch, Renate Niethammer und Else Dörr.
Ihre private Kunstschule führte Else Marcks-Penzig während des Nationalsozialismus fort, nachdem sie 1927 eine offizielle Unterrichtserlaubnis vom Provinzial-Schulkollegium erhalten hatte. Der Unterricht war auf die Vorbereitung zur Aufnahme in die „Vereinigten Staatschulen für freie und angewandte Kunst“ zugeschnitten und an deren Lehrplan angepasst. Er erstreckte sich auf Zeichnen nach der Natur und Kunstschrift. Im Nationalsozialismus unterrichtete sie auch jüdische Schülerinnen, als diese keine staatliche Schulen mehr besuchen dürfen. Aufträge für Plakate, Briefköpfe und Signets wie für die Reichsstelle für den Unterrichtsfilm (RFdU) erledigte Marcks-Penzig meist nach dem Unterricht spät abends oder nachts. Für Monogramme und Pergamentadressen arbeitete sie mit dem Buchbinder Bruno Scheer zusammen, der ihr zu weiteren Aufträgen verhalf. Dazu zählte auch eine Serie von Adressen 1936/37 für Ehrenmitglieder der Deutschen Reichsjägerschaft, darunter Hermann Göring.
Während der Bombardierung Berlins fiel 1943 auch eine Bombe auf das Atelier in der Landhausstraße und Else und Dietrich Marcks wurden in das kleine Dorf Hornhausen bei Magdeburg evakuiert. Dort lebten sie bis zum frühen Tod von Else 1950 zwischen Kartons, die den Rest ihrer Habe bargen. Hunger und Verzweiflung über den Verlust der Freunde und das Fehlen jeglicher beruflicher Zukunftsperspektiven prägten das Leben.

## Rezeption
Else Marcks-Penzigs Tochter, die Karikaturistin Marie Marcks, schilderte die Ereignisse des Zweiten Weltkriegs in ihrer autobiografischen Graphic Novel Marie, es brennt in Bildern und Texten. 1992/1993 (6. Dezember 1992 – 6. Januar 1993) widmete die Typographische Gesellschaft München Else Marcks-Penzig eine Ausstellung am Gasteig auf der Isarhöhe, wo Marie Marcks den Eröffnungsvortrag hielt.